# 沙田镇 (上饶市)
沙田镇，是中华人民共和国江西省上饶市广丰区下辖的一个乡镇级行政单位。

## 行政区划
沙田镇下辖以下地区：
沙田村、碧石村、港口村、十六都村、沙溪村、坞垄村、溪淤村和溪头村。